# Ewa Laurance
Ewa Laurance, dawniej Ewa Mataya-Laurance, wcześniej Ewa Mataya, urodzona jako Ewa Svensson (ur. 26 lutego 1964 w Gävle) – profesjonalna zawodniczka bilardu kieszeniowego, amerykanka szwedzkiego pochodzenia. W 2004 roku dołączyła do amerykańskiej Hall of Fame. Nazywana była pierwszą damą bilardu. Aktualnie (2012) jest komentatorem ESPN.

## Tytuły
- mistrzostwo Szwecji – 1980, 1981
- mistrzostwo Europy – 1981
- mistrzostwo świata w dziewiątce – 1983, 1984
- mistrzostwo drużynowe ESPN Team Challenge – 1987
- mistrzostwo świata w ósemce – 1988
- międzynarodowe mistrzostwo w dziewiątce – 1988
- US Open – 1988, 1991
- Cleveland Open – 1990
- Sands Regent Classic – 1990
- Rocket City Invitational – 1990
- East Coast Classic – 1990
- mistrzostwo Stanów Zjednoczonych w 10 bil – 1990
- mistrzostwo Stanów Zjednoczonych kobiet WPBA – 1991
- mistrzostwo świata WPA w dziewiątce – 1994
- Houston Classic – 1995
- Nordic Masters – 1997
- Brunswick Boston Classic – 1998